# 炫蓝蘑菇
炫蓝蘑菇（学名：Mycena interrupta）是一种蘑菇。它分布在冈瓦那植物区系，在澳大利亚、新西兰、新喀里多尼亚和智利均有分布。它在澳大利亚主要分布在维多利亚州、塔斯马尼亚州、新南威尔士州，南澳大利亚州，以及昆士兰州的莱明顿国家公园。
与同属的其他蘑菇不同的是，炫蓝蘑菇并不发光。